# Ꙟ
Cette page contient des caractères spéciaux ou non latins. S’ils s’affichent mal (▯, ?, etc.), consultez la page d’aide Unicode.
Ꙟ (minuscule : ꙟ), appelé yn, est une lettre archaïque de l’alphabet cyrillique utilisée dans l’écriture du roumain.

## Représentations informatiques
Le petit yousse fermé peut être représenté avec les caractères Unicode suivants :
| formes    | représentations | chaînes de caractères | points de code | descriptions                         |
| --------- | --------------- | --------------------- | -------------- | ------------------------------------ |
| capitale  | Ꙟ               | Ꙟ                     | U+A65F         | lettre majuscule cyrillique petit yn |
| minuscule | ꙟ               | ꙟ                     | U+A65F         | lettre minuscule cyrillique petit yn |